# Biserica reformată din Mătișeni
Ansamblul bisericii reformate din Mătișeni este un ansamblu de monumente istorice aflat pe teritoriul satului Mătișeni; comuna Mugeni.

Ansamblul este format din următoarele monumente:
- Biserica reformată (cod LMI HR-II-m-B-12872.01)
- Zid de incintă (cod LMI HR-II-m-B-12872.02)

## Localitatea
Mătișeni (maghiară Mátisfalva) este un sat în comuna Mugeni din județul Harghita, Transilvania, România. Menționat pentru prima oară în 1567, cu denumirea Mattijusfalva.

## Biserica
Biserica reformată a fost construită între 1796 și 1798, iar tavanul casetat datează din 1801. 

## Imagini din exterior

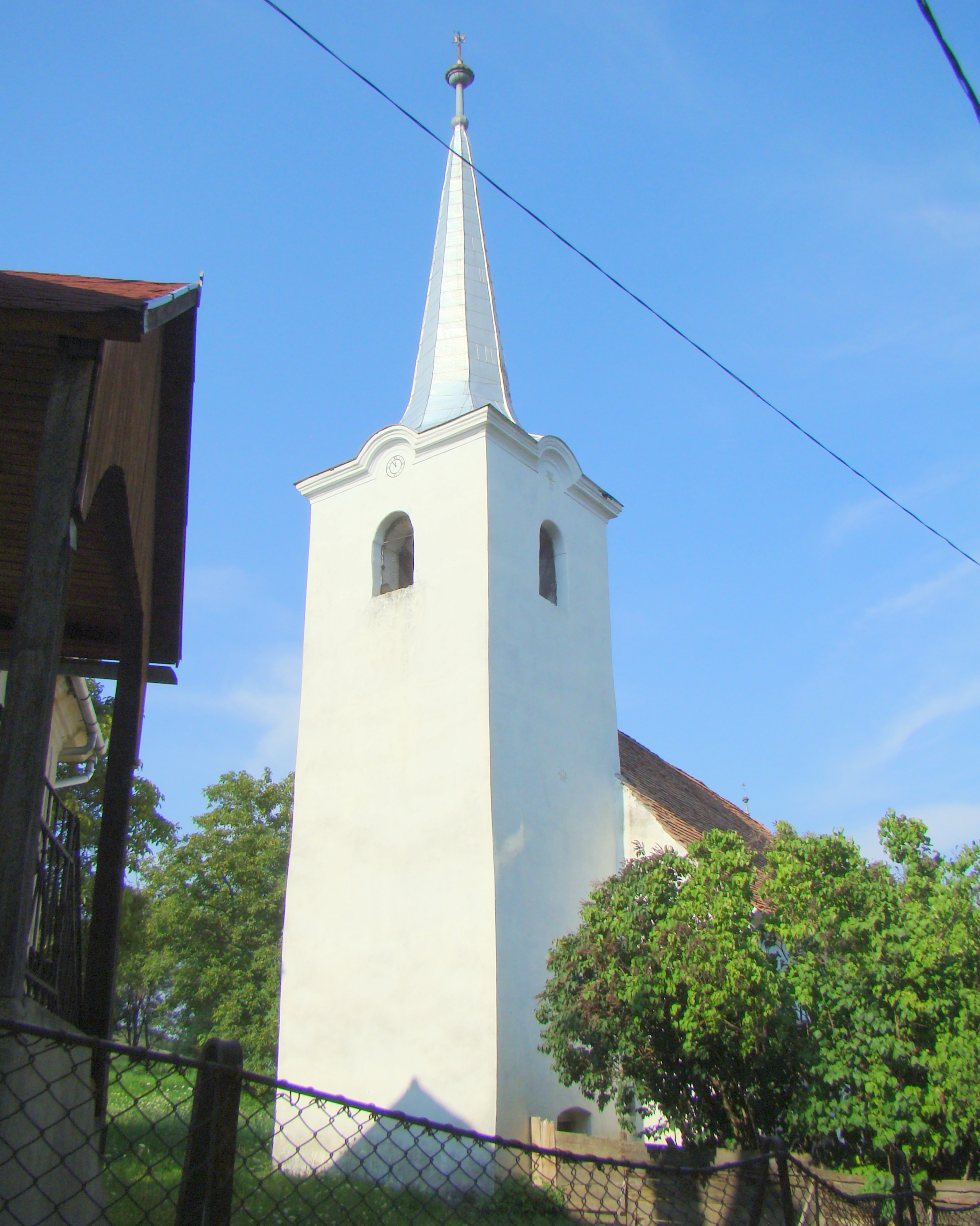
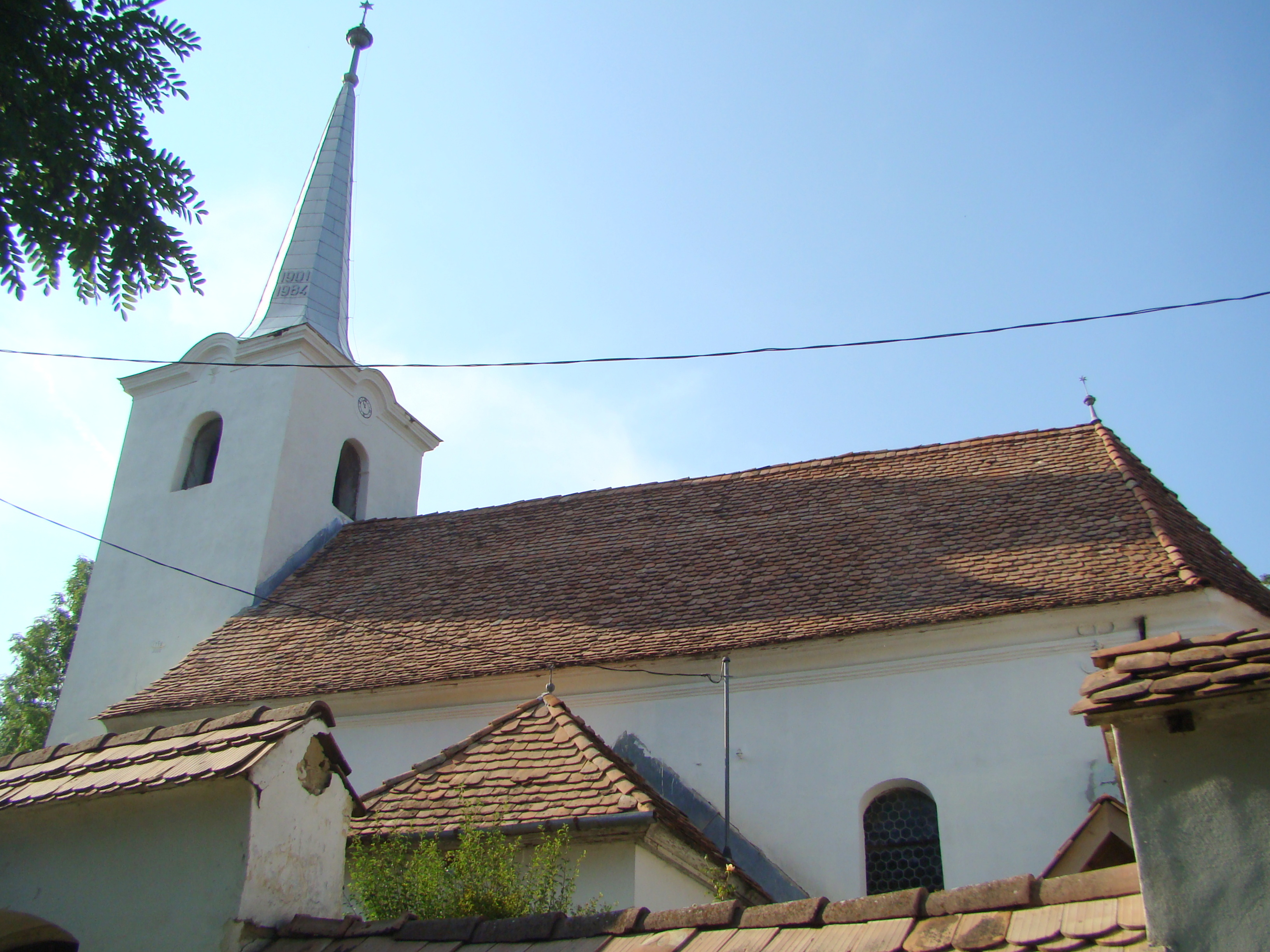
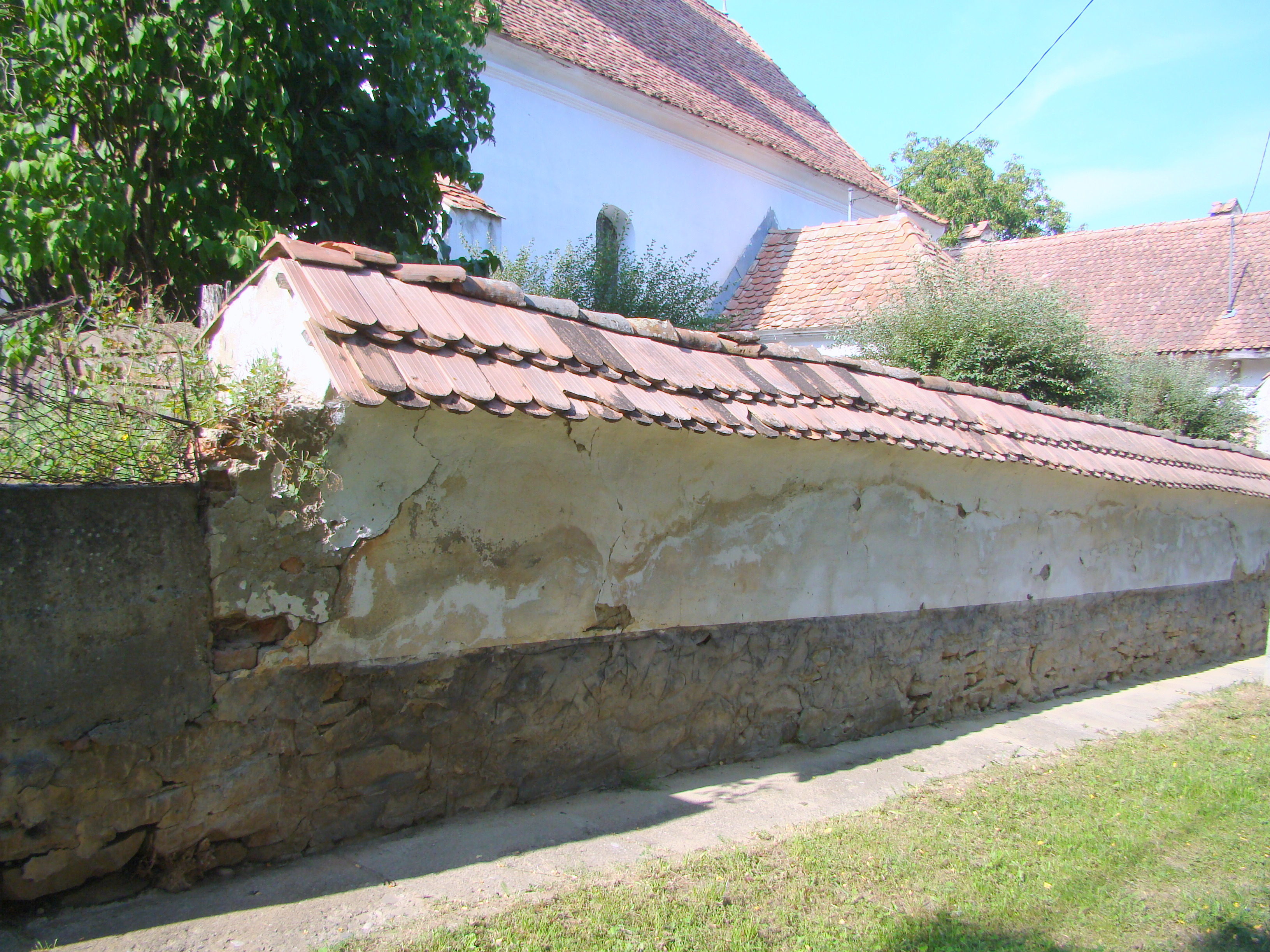
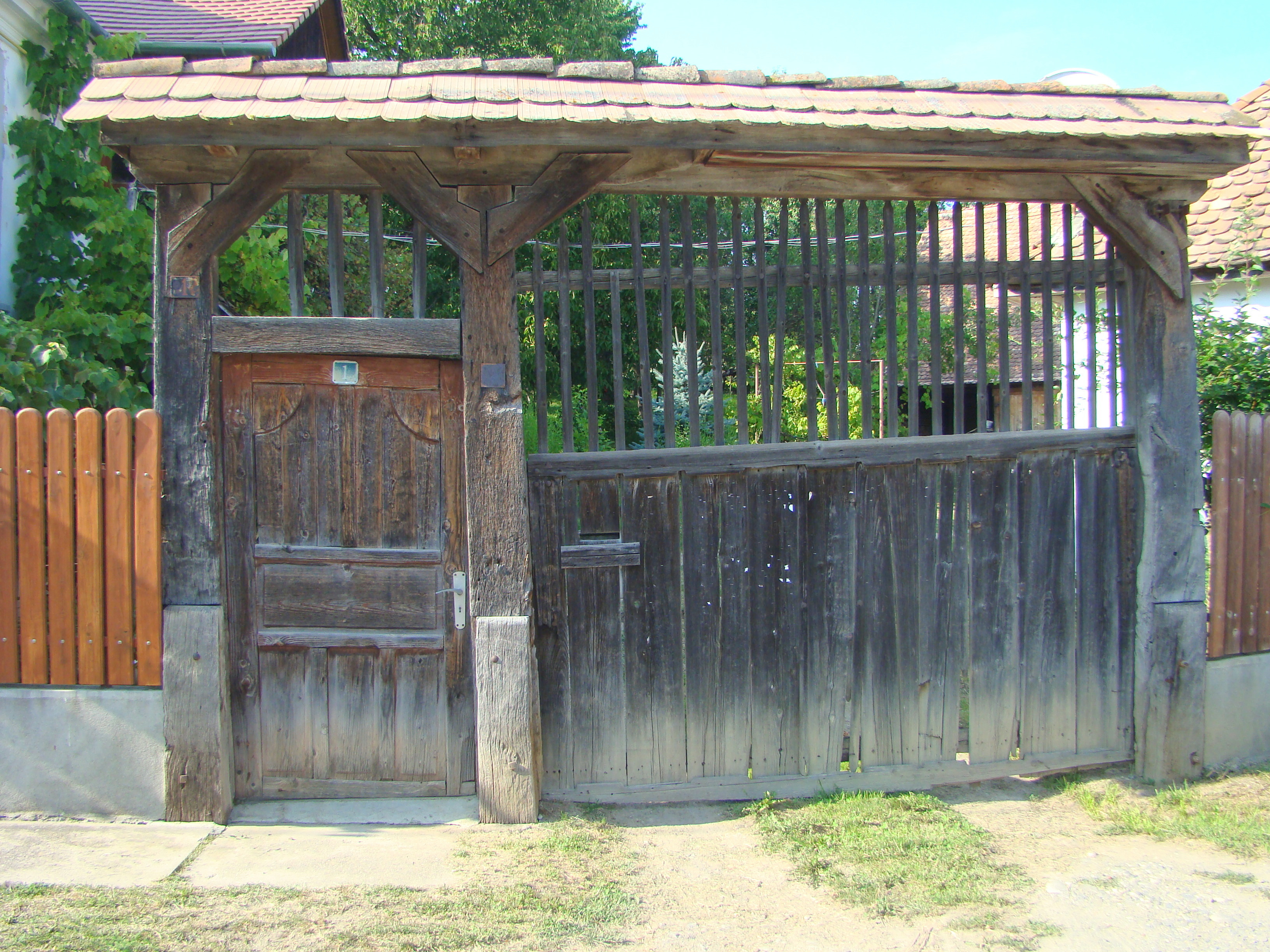
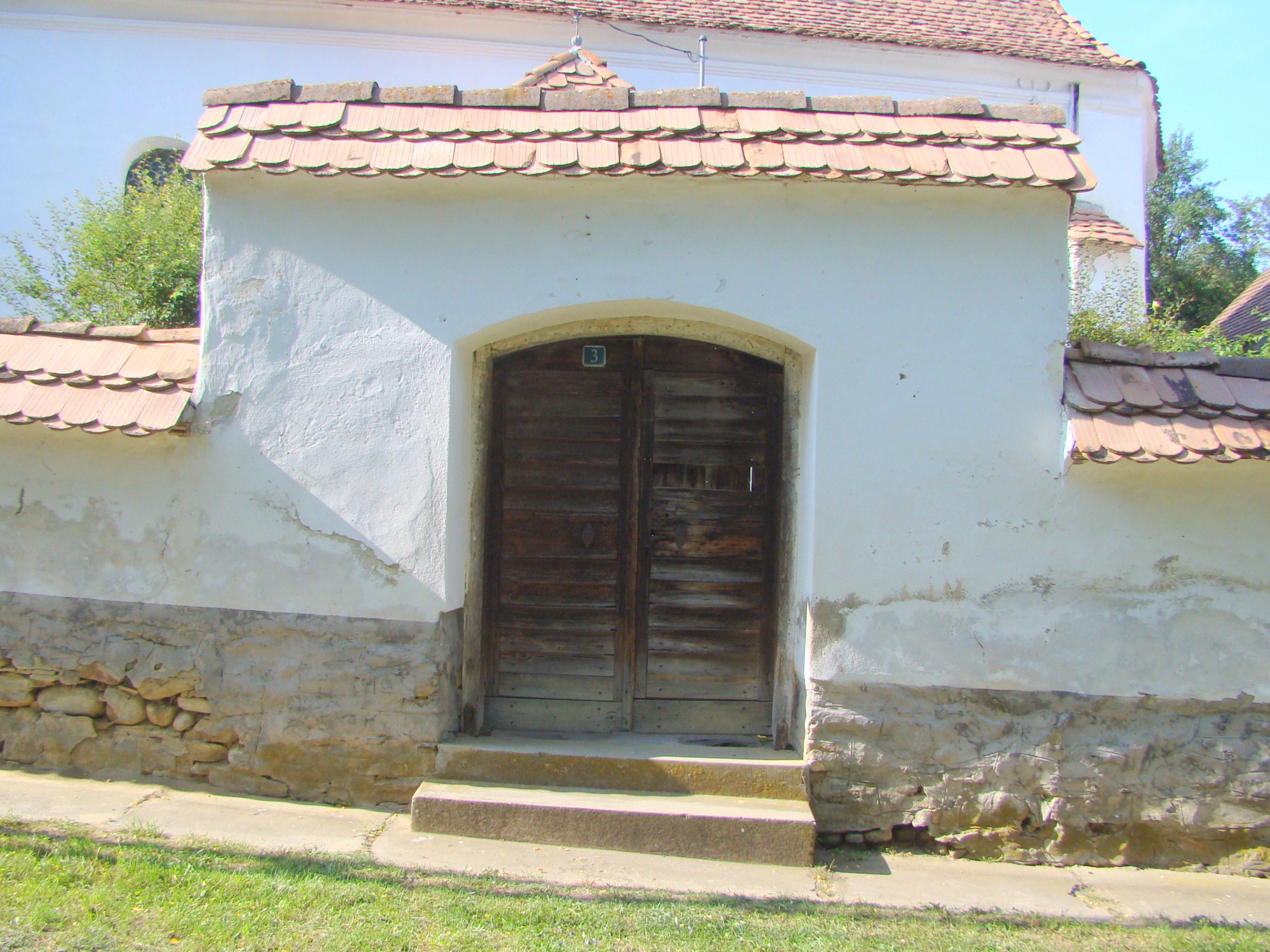
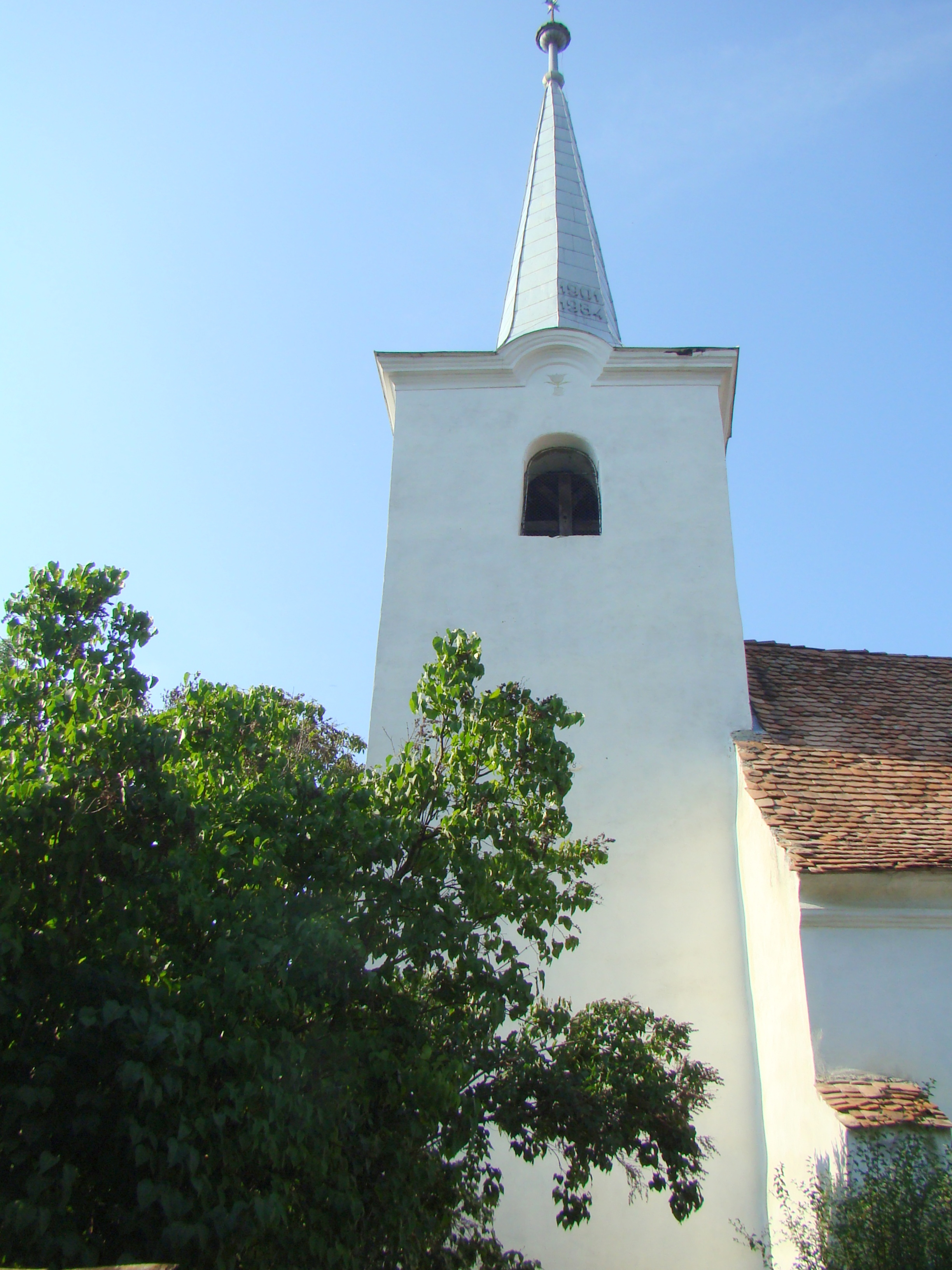
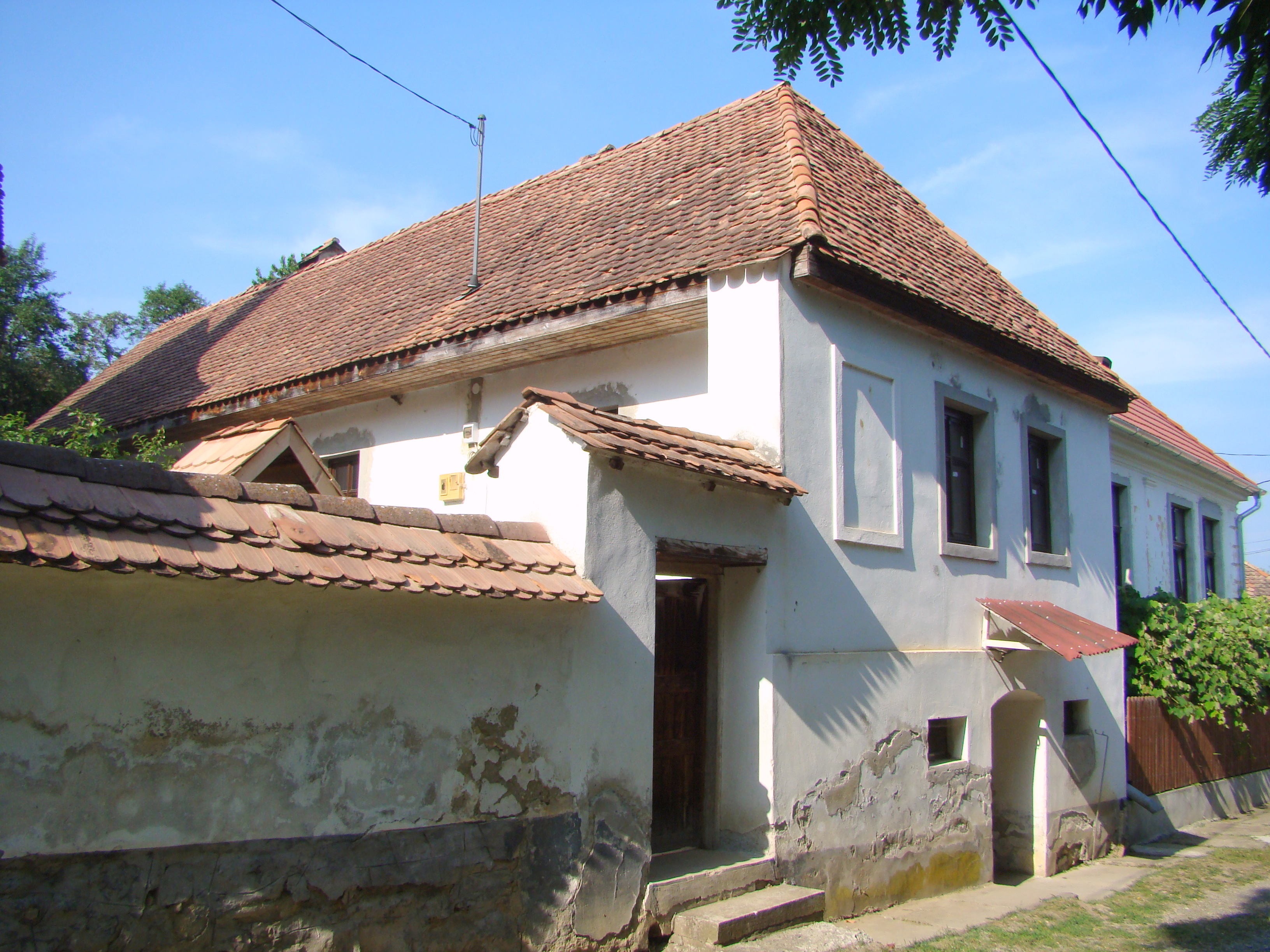

## Vezi și
- Mătișeni, Harghita